# Hexanchidae
Famille

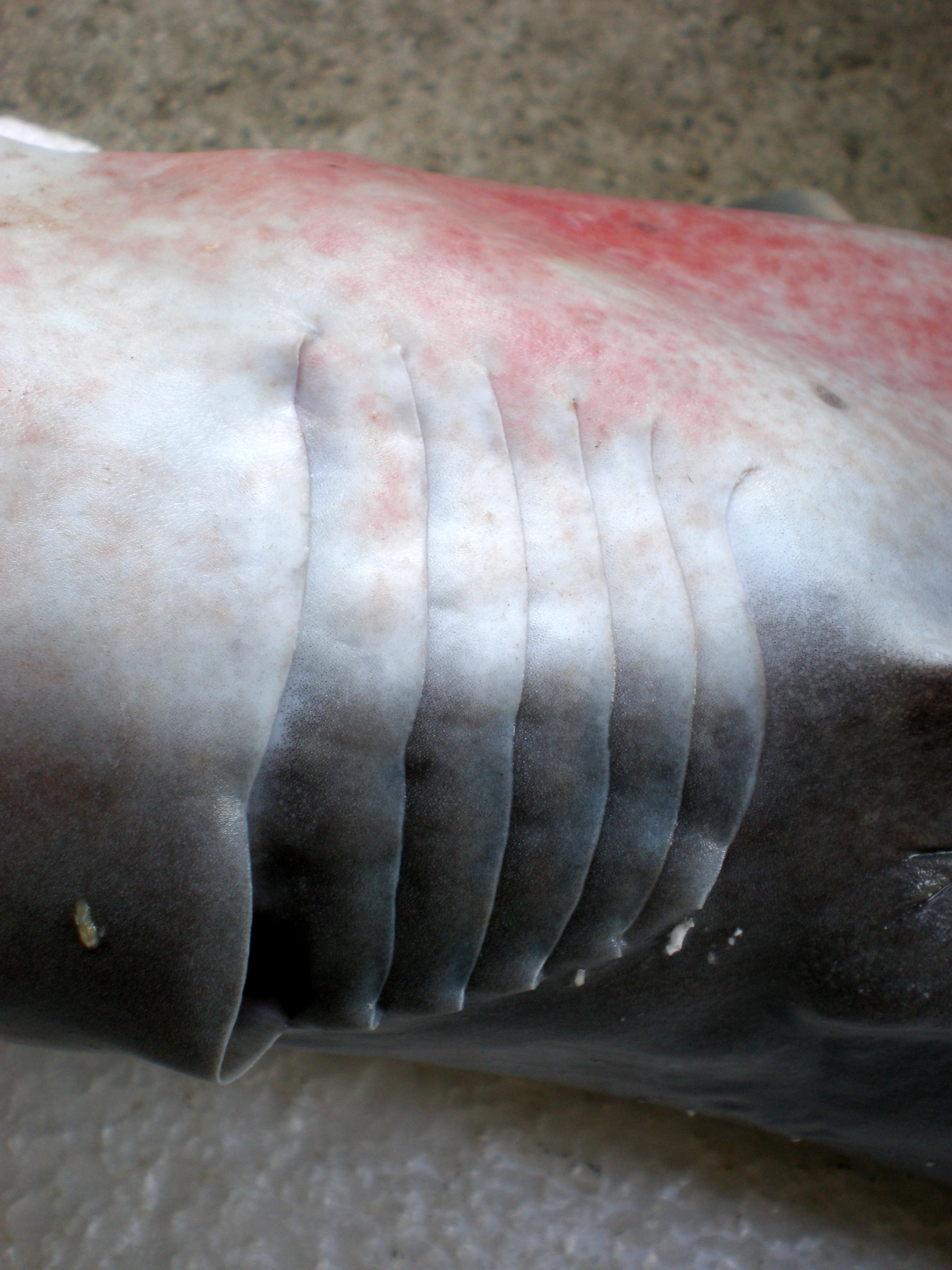
Vue des 6 fentes branchiales chez Hexanchus nakamurai

Les Hexanchidae ou hexanchidés forment une famille de requins contenant les genres :
- Heptranchias Rafinesque, 1810
- Hexanchus Rafinesque, 1810
- Notorynchus Ayers, 1855

Toutefois, en 1999, des chercheurs ont proposé la séparation des genres Heptranchias et Notorynchus vers leurs propres familles Heptranchiidae et Notorynchidae respectivement, arguant que ses espèces étaient suffisamment distinctes.

## Identification
Les requins de cette famille ont :
-une bouche en position subterminale sur la tête
-les dents antérieures de la mâchoire supérieure sans cuspides
-les dents de la mâchoire inférieure en forme de lame ou de peigne
-6 ou 7 paires (suivant les genres) de larges fentes branchiales dont la première fusionnée avec la gorge
-un corps assez trapu, n'évoquant pas d'anguilles

## Biologie
Ces requins vivent habituellement dans les eaux profondes (jusqu'à 2000 m de profondeur), mais certaines espèces sont migratrices et se déplacent de façon saisonnière vers les eaux côtières pour se nourrir ou donner naissance aux jeunes. Ces requins à la morphologie relativement primitive sont de puissants prédateurs d'environ 1 à 5 m de long connus pour capturer et consommer des cétacés et des pinnipèdes. Le requin plat-nez est très sociable et peut chasser de manière coopérative.

## Liste des espèces
| Selon FishBase et World Register of Marine Species (5 août 2015) : - genre Heptranchias Rafinesque, 1810 - Heptranchias perlo (Bonnaterre, 1788) - Requin perlon - genre Hexanchus Rafinesque, 1810 - Hexanchus griseus (Bonnaterre, 1788) - Requin griset - Hexanchus nakamurai Teng, 1962 - Requin-vache - genre Notorynchus Ayres, 1855 (placé sous Notorynchidae par ITIS) - Notorynchus cepedianus (Péron, 1807) - Requin plat-nez | Selon ITIS : - genre Heptranchias Rafinesque, 1810 - Heptranchias perlo (Bonnaterre, 1788) - Requin perlon - genre Hexanchus Rafinesque, 1810 - Hexanchus griseus (Bonnaterre, 1788) - Requin griset - Hexanchus nakamurai Teng, 1962 - Requin-vache |

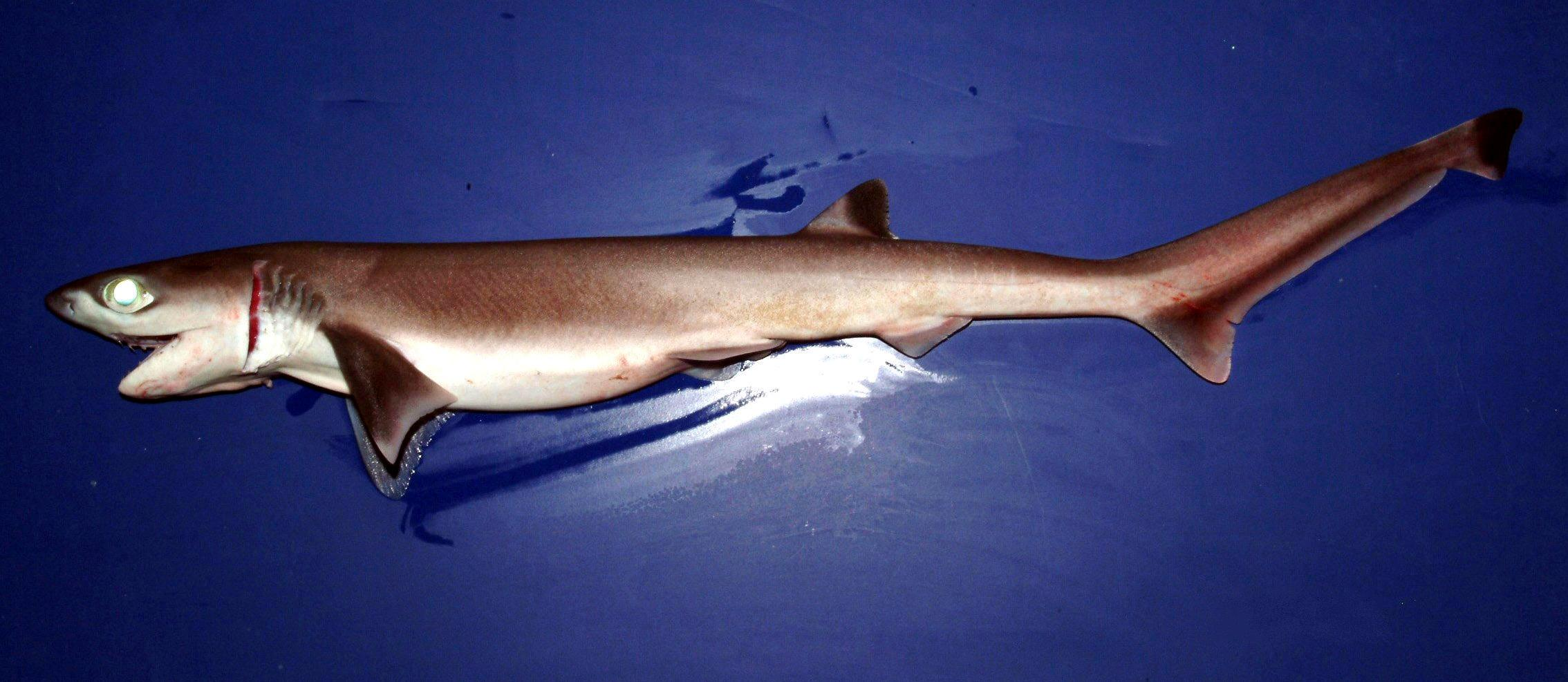
Heptranchias perlo
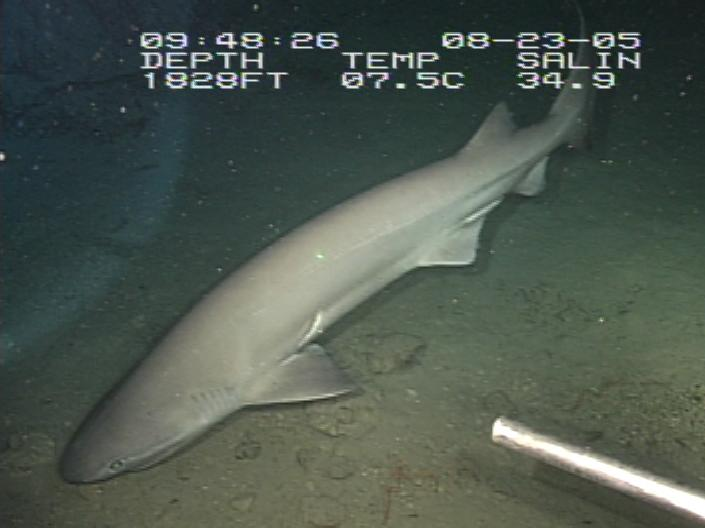
Hexanchus griseus
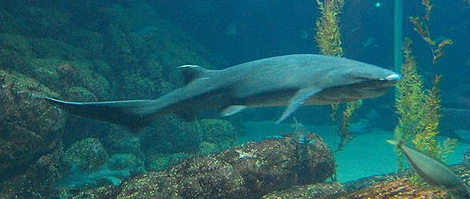
Notorynchus cepedianus